# Diecezja Osorno
Diecezja Osorno – rzymskokatolicka diecezja w Chile, ze stolicą Osorno. Zajmuje całą prowincję Osorno w regionie Los Lagos.
Powstała 15 grudnia 1955 roku na podstawie bulli Piusa XII Christianorum qui in diocesibus.
Jej pierwszym biskupem był Francisco Valdés Subercaseaux który pełnił tę funkcję do śmierci w 1982 roku.